# Elia Viviani
Elia Viviani (Isola della Scala, 7 de febrero de 1989) es un deportista italiano que compite en ciclismo en las modalidades de pista, especialista en las pruebas de puntuación, madison y ómnium, y ruta, perteneciendo al equipo INEOS Grenadiers desde el año 2022.
Participó en cuatro Juegos Olímpicos de Verano, obteniendo tres medallas, oro en Río de Janeiro 2016 y bronce en Tokio 2020, ambas en la prueba de ómnium, y plata en París 2024, en madison (junto con Simone Consonni), y el sexto lugar en Londres 2012 (ómnium).
Ganó ocho medallas en el Campeonato Mundial de Ciclismo en Pista entre los años 2011 y 2024, y catorce medallas en el Campeonato Europeo de Ciclismo en Pista entre los años 2008 y 2023.
En carretera consiguió cinco victorias de etapa en el Giro de Italia, una en 2015 y cuatro en 2018, tres victorias de etapa en la Vuelta a España de 2018 y una victoria de etapa en el Tour de Francia de 2019. Además, obtuvo dos medallas en el Campeonato Europeo de Ciclismo en Ruta, oro en 2019 y plata en 2017, ambas en la prueba en línea masculina.
Fue el abanderado de Italia en la ceremonia de apertura de los Juegos de Tokio 2020. Está casado con la ciclista Elena Cecchini, y su hermano Attilio también es un ciclista profesional.

## Medallero internacional
| Juegos Olímpicos   | Juegos Olímpicos         | Juegos Olímpicos  | Juegos Olímpicos        |
| Año                | Lugar                    | Medalla           | Competición             |
| ------------------ | ------------------------ | ----------------- | ----------------------- |
| 2016               | Río de Janeiro (Brasil)  | Medalla de oro    | Ómnium                  |
| 2020               | Tokio (Japón)            | Medalla de bronce | Ómnium                  |
| 2024               | París (Francia)          | Medalla de plata  | Madison                 |
| Campeonato Mundial |                          |                   |                         |
| Año                | Lugar                    | Medalla           | Competición             |
| 2011               | Apeldoorn (Países Bajos) | Medalla de plata  | Scratch                 |
| 2015               | Saint-Quentin (Francia)  | Medalla de plata  | Madison                 |
| 2015               | Saint-Quentin (Francia)  | Medalla de bronce | Ómnium                  |
| 2021               | Roubaix (Francia)        | Medalla de oro    | Eliminación             |
| 2021               | Roubaix (Francia)        | Medalla de bronce | Ómnium                  |
| 2022               | Saint-Quentin (Francia)  | Medalla de oro    | Eliminación             |
| 2023               | Glasgow (Reino Unido)    | Medalla de bronce | Eliminación             |
| 2024               | Ballerup (Dinamarca)     | Medalla de plata  | Eliminación             |
| Campeonato Europeo |                          |                   |                         |
| Año                | Lugar                    | Medalla           | Competición             |
| 2008               | Alkmaar (Países Bajos)   | Medalla de bronce | Ómnium                  |
| 2011               | Apeldoorn (Países Bajos) | Medalla de bronce | Ómnium                  |
| 2012               | Panevėžys (Lituania)     | Medalla de oro    | Puntuación              |
| 2012               | Panevėžys (Lituania)     | Medalla de bronce | Persecución por equipos |
| 2012               | Panevėžys (Lituania)     | Medalla de bronce | Madison                 |
| 2013               | Apeldoorn (Países Bajos) | Medalla de oro    | Madison                 |
| 2013               | Apeldoorn (Países Bajos) | Medalla de oro    | Ómnium                  |
| 2014               | Baie-Mahault (Francia)   | Medalla de oro    | Ómnium                  |
| 2015               | Grenchen (Suiza)         | Medalla de oro    | Ómnium                  |
| 2018               | Glasgow (Reino Unido)    | Medalla de oro    | Persecución por equipos |
| 2018               | Glasgow (Reino Unido)    | Medalla de plata  | Ómnium                  |
| 2019               | Apeldoorn (Países Bajos) | Medalla de oro    | Eliminación             |
| 2022               | Múnich (Alemania)        | Medalla de oro    | Eliminación             |
| 2023               | Grenchen (Suiza)         | Medalla de plata  | Madison                 |

| Campeonato Europeo | Campeonato Europeo     | Campeonato Europeo | Campeonato Europeo |
| Año                | Lugar                  | Medalla            | Competición        |
| ------------------ | ---------------------- | ------------------ | ------------------ |
| 2017               | Herning (Dinamarca)    | Medalla de plata   | Ruta               |
| 2019               | Alkmaar (Países Bajos) | Medalla de oro     | Ruta               |

## Palmarés

### Carretera
| 2009 - La Popolarissima 2010 - La Popolarissima - 1 etapa de la Vuelta a Cuba - 1 etapa del Tour de Turquía - Memorial Marco Pantani - Binche-Tournai-Binche 2011 - Gran Premio Costa de los Etruscos - Tour de Bombay - 1 etapa del Tour de Eslovenia - Coppa Città di Stresa - 2 etapas del USA Pro Cycling Challenge - 1 etapa del Giro de Padania - 1 etapa del Tour de Pekín 2012 - 1 etapa del Tour de San Luis - Gran Premio Costa de los Etruscos - Giro de Reggio Calabria, más 2 etapas - 1 etapa de la Settimana Coppi e Bartali - 1 etapa del Tour de Pekín 2013 - 1 etapa de la Critérium del Dauphiné - Tour de Elk Grove, más 2 etapas - Dutch Food Valley Classic - 1 etapa de la Vuelta a Gran Bretaña 2014 - 1 etapa de la Settimana Coppi e Bartali - 2 etapas del Tour de Turquía - 1 etapa del Tour de Eslovenia - 1 etapa del USA Pro Cycling Challenge - Coppa Bernocchi 2015 - 1 etapa del Tour de Dubai - 1 etapa del Giro de Italia - 1 etapa del Eneco Tour - 3 etapas de la Vuelta a Gran Bretaña - 2 etapas del Tour de Abu Dhabi 2016 - 1 etapa del Tour de Dubai - 1 etapa de los Tres Días de La Panne 2017 - 1 etapa del Tour de Romandía - 1 etapa de la Ruta del Sur - 2 etapas de la Vuelta a Austria - 2.º en el Campeonato Europeo en Ruta - EuroEyes Cyclassics - 2 etapas del Tour de Poitou-Charentes - Bretagne Classic - 1 etapa de la Vuelta a Gran Bretaña | 2018 - 1 etapa del Tour Down Under - Tour de Dubai, más 2 etapas - 1 etapa del Tour de Abu Dhabi - Tres Días de Brujas-La Panne - 4 etapas del Giro de Italia, más clasificación por puntos - 3 etapas de la Adriática Iónica - Campeonato de Italia en Ruta - EuroEyes Classics - 3 etapas de la Vuelta a España 2019 - 1 etapa del Tour Down Under - Cadel Evans Great Ocean Road Race - 1 etapa del UAE Tour - 1 etapa de la Tirreno-Adriático - 2 etapas de la Vuelta a Suiza - 1 etapa del Tour de Francia - RideLondon-Surrey Classic - Campeonato Europeo en Ruta - EuroEyes Classics - 1 etapa del Tour de Eslovaquia 2021 - Gran Premio Cholet-Pays de Loire - 2 etapas de la Adriática Iónica - 2 etapas del Tour Poitou-Charentes en Nueva Aquitania - Gran Premio de Fourmies - Gran Premio de Isbergues 2022 - 1 etapa del Tour La Provence - 1 etapa de la CRO Race 2023 - 1 etapa de la CRO Race - 1 etapa del Tour de Guangxi 2025 - 1 etapa del Tour de Turquía |

### Pista
2006
- Campeonato de Italia en madison

2007
- Campeonato de Italia en madison

2008
- 3.º en el Campeonato Europeo Persecución por Equipos sub-23 (haciendo equipo con Omar Bertazzo, Davide Cimolai y Marco Coledan)
- Campeonato Europeo Scratch sub-23
- 3.º en el Campeonato Europeo Omnium
- Campeonato Europeo Madison sub-23 (haciendo pareja con Tomas Alberio)
- Campeonato de Italia de persecución por equipos (con Alex Buttazzoni, Davide Cimolai, Gianni Da Ros y Jacopo Guarnieri)

2009
- Campeonato de Italia de persecución por equipos (con Daniel Oss, Davide Cimolai y Jacopo Guarnieri)

2010
- Campeonato de Italia en Omnium

2011
- 2.º en el Campeonato Mundial Scratch
- 3.º en el Campeonato Europeo Omnium
- Campeonato de Italia en persecución
- Campeonato de Italia en Puntuación
- Campeonato de Italia en madison (con Davide Cimolai)

2012
- Campeonato Europeo Puntuación
- 3.º en el Campeonato Europeo Madison (haciendo pareja con Angelo Ciccone)
- 3.º en el Campeonato Europeo en Persecución por equipos (haciendo pareja con Paolo Simion, Liam Bertazzo y Ignazio Moser)
- Campeonato de Italia en Persecución por equipos (haciendo equipo con Alessandro De Marchi, Alex Buttazzoni y Angelo Ciccone)
- Campeonato de Italia en madison

2013
- Campeonato Europeo Puntuación
- Campeonato Europeo Madison (haciendo pareja con Liam Bertazzo)
- Campeonato Europeo tras moto
- Campeón de Europa de Derny
- Campeonato de Italia de persecución por equipos (con Marco Coledan, Alex Buttazzoni y Paolo Simion)
- Campeonato de Italia en puntuación
- Campeonato de Italia en madison

2014
- Campeonato Europeo en Omnium
- Campeonato de Italia en Omnium

2015
- 2.º en el Campeonato del Mundo en Madison (haciendo pareja con Marco Coledan)
- 3.º en el Campeonato del Mundo en Omnium
- Campeonato Europeo en Omnium

2016
- Campeonato Olímpico en Omnium

2018
- Campeonato Europeo en Persecución por equipos (con Filippo Ganna, Francesco Lamon y Michele Scartezzini)
- 2.º en el Campeonato Europeo Omnium
- Seis días de Gante con Iljo Keisse

2019
- Campeonato de Italia en Omnium
- Campeonato Europeo en Eliminación
- Seis días de Londres con (Simone Consonni)

2021
- 3.º en el Campeonato Olímpico en Omnium
- Campeonato de Italia en puntuación
- 3.º en el Campeonato del Mundo en Omnium
- Campeonato Mundial en Eliminación

2022
- Campeonato Mundial en Eliminación
- Campeonato Europeo en Eliminación
- Campeonato de Italia en Omnium
- Campeonato de Italia en puntuación

## Resultados

### Grandes Vueltas
| Carrera | Carrera         | 2010 | 2011 | 2012  | 2013  | 2014  | 2015  | 2016  | 2017 | 2018  | 2019  | 2020  | 2021  | 2022 | 2023 | 2024 |
| ------- | --------------- | ---- | ---- | ----- | ----- | ----- | ----- | ----- | ---- | ----- | ----- | ----- | ----- | ---- | ---- | ---- |
|         | Giro de Italia  | —    | —    | —     | 119.º | 145.º | 125.º | F. c. | —    | 132.º | Ab.   | 112.º | 135.º | —    | —    | —    |
|         | Tour de Francia | —    | —    | —     | —     | 162.º | —     | —     | —    | —     | 130.º | 135.º | —     | —    | —    | —    |
|         | Vuelta a España | —    | —    | 128.º | —     | —     | —     | —     | —    | 145.º | —     | —     | —     | —    | —    | —    |

| —: No participó | Ab: Abandono | F. c.: fuera de control |

### Clásicas, Campeonatos y JJ. OO.
| Carrera                 | Carrera                 | 2010 | 2011 | 2012  | 2013  | 2014 | 2015 | 2016 | 2017 | 2018 | 2019 | 2020 | 2021 | 2022  | 2023 |
| ----------------------- | ----------------------- | ---- | ---- | ----- | ----- | ---- | ---- | ---- | ---- | ---- | ---- | ---- | ---- | ----- | ---- |
| Omloop Het Nieuwsblad   | Omloop Het Nieuwsblad   | —    | —    | —     | —     | —    | Ab.  | Ab.  | —    | —    | —    | —    | —    | —     | —    |
| Kuurne-Bruselas-Kuurne  | Kuurne-Bruselas-Kuurne  | —    | —    | —     | X     | —    | 3.º  | Ab.  | —    | —    | —    | —    | —    | —     | —    |
| Strade Bianche          | Strade Bianche          | —    | —    | —     | —     | —    | Ab.  | —    | —    | —    | —    | —    | —    | —     | —    |
|                         | Milán-San Remo          | —    | —    | 108.º | 108.º | —    | —    | 84.º | 9.º  | 19.º | 65.º | 39.º | 69.º | 116.º | —    |
| E3 Saxo Bank Classic    | E3 Saxo Bank Classic    | —    | —    | —     | 66.º  | —    | Ab.  | Ab.  | —    | —    | —    | X    | —    | —     | —    |
| Gante-Wevelgem          | Gante-Wevelgem          | —    | —    | —     | 15.º  | —    | Ab.  | Ab.  | —    | 2.º  | 19.º | —    | —    | 69.º  | —    |
| A Través de Flandes     | A Través de Flandes     | —    | —    | —     | —     | —    | —    | —    | —    | Ab.  | —    | X    | 31.º | 104.º | —    |
|                         | Tour de Flandes         | —    | Ab.  | —     | Ab.   | —    | Ab.  | —    | —    | —    | —    | —    | —    | —     | —    |
| Scheldeprijs            | Scheldeprijs            | —    | —    | —     | —     | 42.º | Ab.  | 46.º | 2.º  | —    | —    | —    | —    | —     | —    |
|                         | París-Roubaix           | —    | —    | —     | —     | —    | —    | Ab.  | Ab.  | —    | —    | X    | —    | —     | —    |
| Clásica San Sebastián   | Clásica San Sebastián   | —    | —    | Ab.   | —     | —    | —    | —    | —    | —    | —    | X    | —    | —     | —    |
| Cyclassics Hamburg      | Cyclassics Hamburg      | 78.º | —    | —     | 5.º   | —    | 14.º | —    | 1.º  | 1.º  | 1.º  | X    | X    | 25.º  | 3.º  |
| Bretagne Classic        | Bretagne Classic        | —    | —    | —     | 7.º   | 31.º | 15.º | —    | 1.º  | —    | 69.º | —    | —    | 52.º  | 9.º  |
| Gran Premio de Quebec   | Gran Premio de Quebec   | Ab.  | —    | —     | —     | —    | —    | —    | —    | —    | —    | X    | X    | —     | —    |
| Gran Premio de Montreal | Gran Premio de Montreal | Ab.  | —    | —     | —     | —    | —    | —    | —    | —    | —    | X    | X    | —     | —    |
| París-Tours             | París-Tours             | —    | —    | —     | —     | —    | —    | 23.º | —    | —    | —    | —    | —    | —     | —    |
| JJ. OO. (Ruta)          | JJ. OO. (Ruta)          | ND   | ND   | 38.º  | ND    | ND   | ND   | —    | ND   | ND   | ND   | ND   | —    | ND    | ND   |
| Mundial en Ruta         | Mundial en Ruta         | —    | 80.º | —     | —     | —    | 89.º | 20.º | 57.º | —    | —    | —    | —    | —     | —    |
| Europeo en Ruta         | Europeo en Ruta         | X    | X    | X     | X     | X    | X    | —    | 2.º  | —    | 1.º  | —    | —    | 7.º   | 44.º |
| Italia en Ruta          | Italia en Ruta          | —    | —    | —     | —     | Ab.  | —    | 33.º | Ab.  | 1.º  | Ab.  | Ab.  | —    | 14.º  | Ab.  |
| Italia Contrarreloj     | Italia Contrarreloj     | —    | —    | 17.º  | —     | —    | —    | —    | —    | —    | —    | —    | —    | —     | —    |

| —: No participó | Ab: Abandono | X: Edición no celebrada | ND: Edición no disputada |

## Equipos
- Liquigas/Cannondale (2010-2014)
  - Liquigas-Doimo (2010)
  - Liquigas-Cannondale (2011-2012)
  - Cannondale Pro Cycling (2013)
  - Cannondale (2014)
- Team Sky (2015-2017)
- Quick Step (2018-2019)
  - Quick-Step Floors (2018)
  - Deceuninck-Quick Step (2019)
- Cofidis (2020-2021)
- INEOS Grenadiers (2022-2024)
- Lotto Cycling Team (2025)